# Muzyczny Camping w Brodnicy
Festiwal muzyczny Rock na Pojezierzu w Brodnicy, który po roku przyjął nazwę Muzyczny Camping – powstał w 1982 r. z inicjatywy Grzegorza Grabowskiego i pod patronatem Brodnickiego Domu Kultury. Przez wiele lat był jednym z najważniejszych festiwali muzyki młodzieżowej, głównie bluesowej, reggae i rockowej w PRL-u.

## Repertuar festiwalu
W okresie komunizmu w Polsce był miejscem gdzie młodzi ludzie mogli poczuć się naprawdę wolni, był odskocznią od szarej rzeczywistości, choć pojawiały się też głosy, że jest niepotrzebny, zbędny i stanowi zagrożenie dla ustanowionego odgórnie porządku publicznego.
Na festiwalu grano bluesa, rocka, reggae, punk rocka. Udział w nim brało praktycznie większość ówczesnych czołowych zespołów grających tego rodzaju muzykę w Polsce.
Camping Muzyczny w Brodnicy w latach osiemdziesiątych był jedynym z niewielu miejsc prezentacji niezależnych grup muzycznych. A dzięki przychylności lokalnych władz partyjnych dawał on możliwość by Brodnica na kilka dni festiwalowych stawała się miejscem gdzie bez większych przeszkód można było pozwolić sobie na wyrażanie własnych poglądów i opinii. Dawał on także większą niż zwykle swobodę w ubiorze i zachowaniu jego uczestnikom.
Festiwal od 1982 roku odgrywał ważną rolę w polskim świecie muzycznym, to tu między innymi ze swoimi pierwszymi koncertami wystąpiła grupa Dżem.
Do najbardziej znanych zespołów, które występowały na deskach już dziś nieistniejącego brodnickiego amfiteatru podczas festiwali, można zaliczyć:
- Lombard
- Republika
- Nocna Zmiana Bluesa
- Dżem
- Zdrowa Woda
- Kasa Chorych
- Oddział Zamknięty
- Free Blues Band
- Gedeon Jerubbaal
- Mietek Blues Band
- Mad Band / R.M.I. (Raz Można Inaczej)
- WC
- Izrael

## Historia

### Od 1982 do 1988
Początki festiwalu w Brodnicy sięgają 1982 roku, kiedy to debiutował jeszcze w stanie wojennym, jako skromna impreza muzyczna organizowana w Parku Chopina w kameralnym amfiteatrze, by w najlepszym okresie, który przypadł na drugą połowę lat 80 stać się ważnym punktem na trasach koncertowych ówczesnych zespołów muzycznych. W pierwszej edycji pod nazwą Rock na Pojezierzu wystąpiły: Republika, Lombard, Stalowy Bagaż, TNT oraz zespoły konkursowe. Zwycięzcą konkursu okazał się punkowy zespół WC z Miastka. Od 1983 stałym gościem festiwalu był zespół Nocna Zmiana Bluesa. Od 1984 wszystkie koncerty kończył Dżem z Ryśkiem Riedlem, wykonując wiele bisów. Od roku 1985 pojawiły się zespołu z nurtu reggae w tym Izrael. W połowie lat osiemdziesiątych w Brodnicy występowali między innymi: Stanisław Sojka, Martyna Jakubowicz, Tadeusz Nalepa, Lady Pank, Jan i Józef Skrzekowie. Koncertom towarzyszyły pokazy filmów muzycznych.

### Od 1989 do 1993

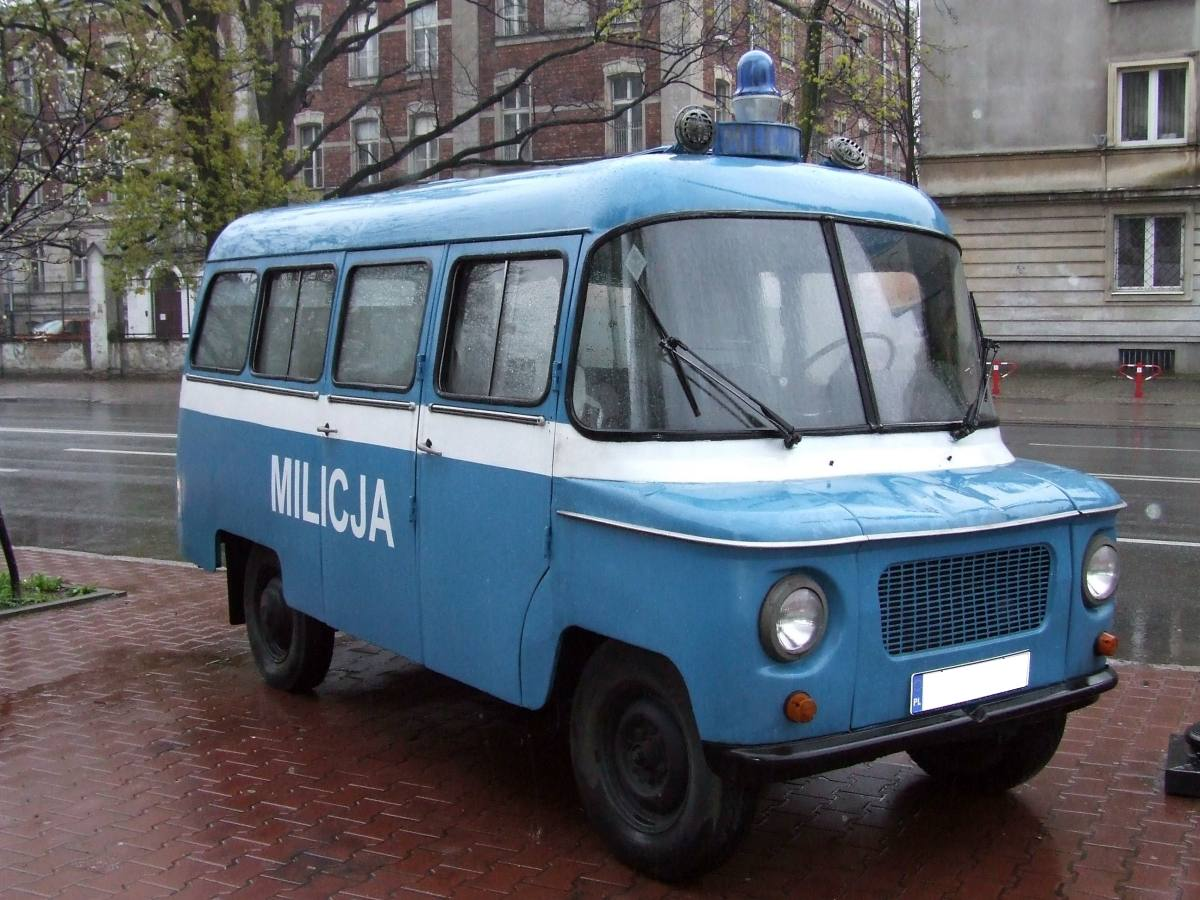
ZSD Nysa 522 w wersji milicyjnej

To schyłkowe lata festiwalu. Jego upadek wiąże się nierozerwalnie z zamieszkami jakie miały miejsce na terenie miasta w 1993 roku, podczas których do stłumienia starć ulicznych policja użyła armatek wodnych i gazu łzawiącego. Postawa policji podczas tych wydarzeń była mocno dyskusyjna, m.in. niesprowokowane ataki na publiczność z armatek wodnych podczas koncertów. Zdarzenia te były relacjonowane przez media, m.in. przez regionalne radio PIK. Wiele osób odniosło rany. Jednak do pierwszych ekscesów na Campingu Muzycznym doszło już w 1989 roku, kiedy to podczas dni festiwalowych wielokrotnie ścierały się grupy punków i skinów. Podczas tych wydarzeń doszło także do zniszczenia nysy milicyjnej.

## Filmy o festiwalu
- Muzyka kontra zadyma - reż. ?, 1989 - produkcja: TVP[3]
- Tryptyk Brodnicki - reż. Andrzej Dźwierżyński, 1988 - produkcja: TVP